# Alaunus
Dans la religion gallo-romaine, Alaunus ou Alaunius est un dieu gaulois de la guérison et des prophéties. Son nom est connu à partir des inscriptions trouvées à Lurs dans les Alpes-de-Haute-Provence dans le sud de la France (sous la forme dative Αλα[υ]νειουι) et à Mannheim, en Allemagne de l'Ouest.
À Mannheim, Alaunus est utilisé comme une épithète de Mercure. À Lurs, le nom d'Alaunius est utilisé comme une épiclèse mystique du même Mercure, sur un site lié au commerce et au voyage par le passage de la voie domitienne.

## Étymologie du nom
Le théonyme gaulois Alaunos provient d’une forme proto-celtique reconstruite sous le nom de *Alamnos. Il a été traditionnellement dérivé de la racine *al- (« nourrir, élever, nourrir ») et par rapport à l’ancien latin ('nursling') et avec des noms de rivières telles que Almus en Moesia, Yealm (*Almii) en Angleterre, ou Alme en Westphalie. *Alamnos pourrait ainsi être traduit par « nourrissant ». Allonnes/M&L-Sart et autres départements, Les Moitiers-d'Allonne/Mche (Moitiers = moîtiers), Alleaume/Mche ( ham. Valorgnes - Alauna IVe siècle).
Un peuple nommé Alauni (Ανανοον) est également attesté dans Noricum, et le linguiste Xavier Delamarre a fait valoir que la racine alǝ-, qui signifie « errer », « conviendrait aux noms de rivière autant que ethniques ». Dans cette vue, *Alamnos peut être comparé à la racine celtique *alamo- (« berger »; cf. Old Irish alam, welsh alaf), et l’éhnonyme Alauni rendu comme les « errants » ou les « nomades », contrastant avec les Anauni (« les Resters »). W. F. H. Nicolaisen a relié les divers hydronyms à la racine proto-indo-européenne indépendante reconstruite comme *el- ou *ol- signifiant « couler ou couler ». P. Monaghan pose une déesse celtique indépendante de fleuve Alauna, trouvée en Bretagne.

### Pages connexes
- Religion celtique
- Mercure